# Fugging
Fugging (wym. [ˈfʊɡɪŋ], przed 1 stycznia 2021 Fucking (wym. [ˈfʊkɪŋ])) – niewielka austriacka miejscowość położona w Górnej Austrii, w powiecie Braunau am Inn, w gminie Tarsdorf.
Nazwa Fucking pochodziła od nazwy osobowej Focko i była znana co najmniej od 1070 roku, chociaż według innej wersji jej założycielem był Adalpert von Vucckingen.

## Nazwa jako obiekt żartów
Miejscowość stała się obiektem żartów z powodu skojarzenia z ang. słowem fuck (wulgarne określenie stosunku płciowego). Mieszkańcy miejscowości po raz pierwszy zetknęli się z tym zjawiskiem, gdy amerykańscy żołnierze z Salzburga zaczęli przyjeżdżać do Fucking, by zrobić sobie zdjęcie przy tablicy z nazwą. Później nazwa stała się obiektem żartów w Internecie.

### Obiekty i rzeczy nazwane na cześć miasta
Ponadto jeden z niemieckich browarów wprowadził na rynek markę piwa Fucking Hell (Gra słów: słowo hell po niemiecku oznacza „jasne”, a po angielsku „piekło”), a w 2013 roku nakręcona została austriacka komedia Bad Fucking.

## Zmiana nazwy miejscowości

### Wcześniejsze pogłoski
Krążyły pogłoski, że w 2004 roku przeprowadzono referendum nad zmianą nazwy miejscowości, jednak mieszkańcy sprzeciwili się tej zmianie. Jednym z rzekomych powodów decyzji była popularność wśród turystów, chętnie przyjeżdżających, aby zrobić pamiątkowe zdjęcia przy tabliczce z nazwą. Jednak opowieści te są fałszywe, jak przyznał sam burmistrz miejscowości. Turyści kradli na pamiątkę tablicę z nazwą wioski – zdaniem burmistrza gminy Tarsdorf zginęło już ich 13. W 2008 tabliczka była wbetonowana w ziemię.

### Zmiana z 2020 roku
W 2020 Rada Gminy Tarsdorf przyjęła w głosowaniu wniosek o zmianie nazwy miejscowości na Fugging. Zmiana weszła w życie 1 stycznia 2021.